# 野獸童黨
《野獸童黨》（英語：Hong Kong History X）是一部2000年的香港電影，由劉孝偉執導，黃秋生、蒙嘉慧、羅蘭、黎耀祥主演。

## 演員表
- 黃秋生 飾 十五少
- 蒙嘉慧 飾 阿　細
- 羅　蘭 飾 雀　嬸
- 杜大偉 飾 千　禧B
- 梁焯滿 飾 Fly
- 黎耀祥 飾 火　哥
- 陳詠嫻 飾 阿  Jo
- 王俊棠 飾 Smartman
- 趙　磊 飾 阿　高
- 小　歐 飾 阿　發
- 陳娜燕 飾 BB
- 劉孝偉 飾 阿　牙
- 王嘉慧 飾 新聞報導員
- 黃家輝 飾 茶店老闆
- 丘君平 飾 報販甲
- 成潮基 飾 貨Van司機
- 中國力量 飾 飛仔丙